# 278956 Shei-Pa
278956 Shei-Pa este o planetă minoră (asteroid), cu un diametru de 3,768 km, din centura de asteroizi. A fost descoperită pe 22 octombrie 2008 la Lulin Observatory⁠(d) de Ye Quanzhi⁠(d). 
Obiectul prezintă o orbită caracterizată de o semiaxă mare de 3,1956065640277 UAi, o excentricitate de 0,11392081623164, o înclinație de 22,793345428849 ° în raport cu ecliptica.